# Koljane
Koljane est une localité de Croatie située dans la municipalité de Vrlika, comitat de Split-Dalmatie. Au recensement de 2011, elle comptait 21 habitants.

## Géographie
Koljane se trouve à 8 kilomètres à l'est de Vrlika.

## Démographie
En 2001, la localité comptait 24 habitants.

## Personnalité
Jovan Krkobabić, président du Parti des retraités unis de Serbie et plusieurs fois vice-président du Gouvernement de la Serbie, est né dans le village en 1930.